# KSM Krosno

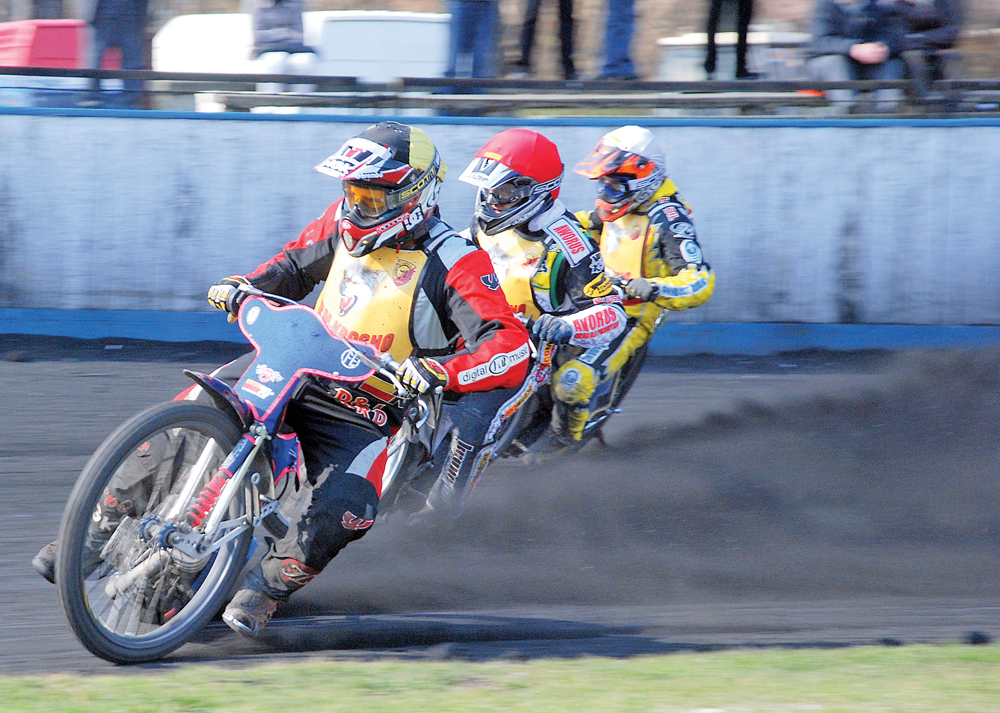
Żużlowcy KSM Krosno w akcji

KSM Krosno – polski klub żużlowy z Krosna. W latach 2007–2018 brał udział w rozgrywkach ligowych. W późniejszym czasie przestał funkcjonować.
W 2019 roku do rozgrywek zgłosił się klub Wilki Krosno.

## Historia klubu
W Krośnie w latach 1945–1946 reaktywowano trzy kluby sportowe – Legię, Krośniankę i Hutę. Działacze Legii marzyli o żużlu. Pierwsze zawody żużlowe w Krośnie rozegrano w 1950 roku na zaimprowizowanym torze, podczas budowy stadionu. Sekcję żużlową powołano jesienią 1956 roku, wiosną 1957 roku zainaugurowano rozgrywki w III lidze. W pierwszym sezonie klub zajął szóste, a w 1958 roku – czwarte miejsce. Już trzeci sezon startów w najniższej klasie rozgrywkowej zakończył się awansem Legii Krosno do II ligi. Dokonała tego drużyna w składzie: Wiesław Kręt, Edward Węklar, Roman Gąsior, Kazimierz Węklar, Andrzej Winch, Emil Jakubowski, Ferdynand Długosz i Zygmunt Zygmuntowski. Trenerem był Mieczysław Kosierb. Warto zauważyć, iż z krośnieńskiego toru w charakterze gospodarza korzystały ekipy AMK Nowa Huta (1956-1957) i Unii Tarnów (1957).
Od 1961 roku krośnieńscy żużlowcy występowali w barwach Karpat Krosno. Liderami zespołu w tych latach byli Emil Jakubowski, Jerzy Owoc, a także Roman Gąsior, który w 1962 roku zdobył piąte miejsce w turnieju o Srebrny Kask. W 1969 roku wskutek problemów finansowych zawieszono działalność klubu.
Sport żużlowy w Krośnie postanowiono reaktywować w 1986 roku. W latach 1988–1996 w lidze startował KKŻ Krosno. Od 1997 roku w lidze startowało ŻKS Krosno. Następnie przed sezonem 2002 ŻKS przestał istnieć, a w jego miejsce powstało KSŻ Krosno.
4 stycznia 2007 PZM odmówił KSŻ Krosno przyznania licencji na start w II lidze z powodu nieuregulowania zobowiązań. Cztery dni później powołano nowe Krośnieńskie Stowarzyszenie Motorowe Krosno, którego celem był start w II lidze. KSM licencję otrzymało 1 kwietnia.

## Poszczególne sezony
| Sezon | Rozgrywki ligowe | Rozgrywki ligowe | Rozgrywki ligowe | Uwagi                                                                             |
| Sezon | Liga             | Liga             | Miejsce          | Uwagi                                                                             |
| ----- | ---------------- | ---------------- | ---------------- | --------------------------------------------------------------------------------- |
| 2007  | III              | II liga          | 6/7              |                                                                                   |
| 2008  | III              | II liga          | 6/6              |                                                                                   |
| 2009  | III              | II liga          | 3/7              |                                                                                   |
| 2010  | III              | II liga          | 7/8              |                                                                                   |
| 2011  | III              | II liga          | 8/8              |                                                                                   |
| 2012  | III              | II liga          | 6/6              |                                                                                   |
| 2013  | III              | II liga          | 4/5              |                                                                                   |
| 2014  | III              | II liga          | 3/6              |                                                                                   |
| 2015  | III              | II liga          | 4/5              | Awans w wyniku reorganizacji rozgrywek – podjęto decyzję o połączeniu I i II ligi |
| 2016  | II               | I liga           | 9/11             |                                                                                   |
| 2017  | III              | II liga          | 5/7              |                                                                                   |
| 2018  | III              | II liga          | 7/7              |                                                                                   |

| Poziom ligowy | Liczba sezonów | Sezony               |
| ------------- | -------------- | -------------------- |
| II            | 1              | 2016                 |
| III           | 11             | 2007–2015, 2017–2018 |

## Osiągnięcia

### Międzynarodowe
Poniższe zestawienia obejmują osiągnięcia klubu oraz indywidualne osiągnięcia zawodników krajowych (w zawodach drużynowych, par i indywidualnych) i zagranicznych (w zawodach indywidualnych) w rozgrywkach pod egidą FIM oraz FIM Europe.

#### Mistrzostwa Europy
Indywidualne mistrzostwa Europy juniorów
- 3. miejsce (2):
  - 2016 –  Siergiej Łogaczow
  - 2017 –  Andreas Lyager